# Sulzano

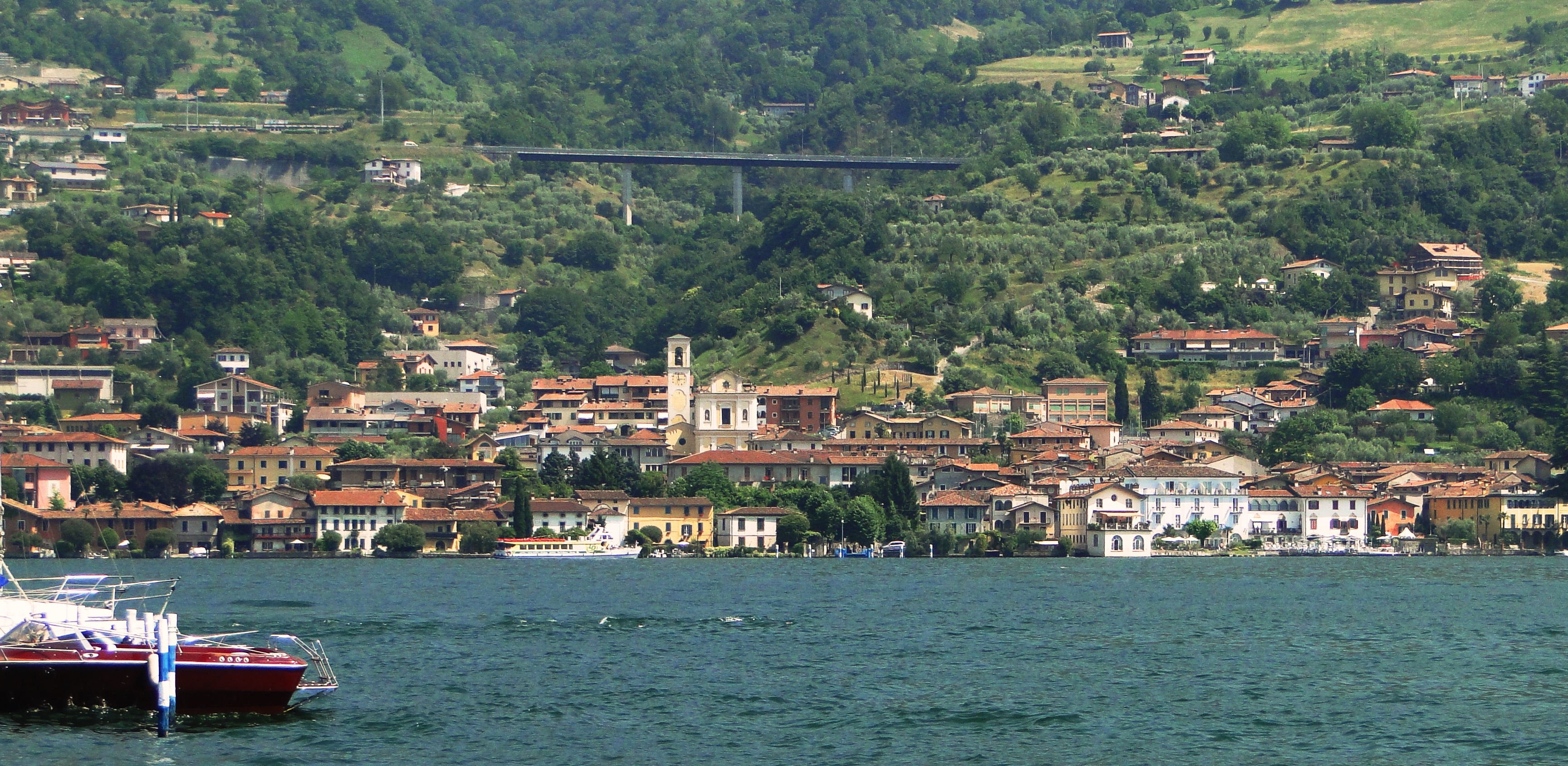
Sulzano vista dal lago

Sulzano (Sülsà in dialetto bresciano) è un comune italiano di 1 960 abitanti della provincia di Brescia in Lombardia. Situato sulla sponda est del Lago d'Iseo, è principalmente conosciuto per il collegamento con Monte Isola. Nel giugno 2016 Sulzano è stato al centro dell'attenzione mondiale per aver ospitato l'opera d'arte The Floating Piers, un pontile galleggiante color giallo dalia che univa Sulzano a Monte Isola. La conformazione di Sulzano offre scenari molto vari, dalle spiaggette, al borgo antico, dalla montagna con boschi incontaminati ai punti panoramici da cui ammirare il Sebino e la pianura padana dall'alto. Sulzano è attraversato da due torrenti: il "Mesagolo", più piccolo, verso nord ed il "Calchere" poco più corposo, formato da due rami che si uniscono in località San Fermo.

## Origini del nome
Secondo quanto riportato da Mazza (1986), il toponimo deriverebbe dal latino Sulcius o Saltius. Il nome della frazione Martignano deriverebbe a sua volta dal nome personale Martinius.

## Storia
In epoca romana, il centro principale era Martignago, mentre Sulzano ebbe origine da uno scalo lacustre. Sulzano, in epoca romana, era attraversato da un'importante strada romana consolare che metteva in comunicazione Brescia (lat. Brixia) con la Val Camonica (lat. Vallis Camunnorum) costeggiando il lago d'Iseo (lat. Sebinus lacus: da cui il nome della strada) e terminando a Rognum (Rogno).
Dopo la seconda guerra d'indipendenza entrò a far parte del regno di Sardegna (dal 1861, Regno d'Italia all'interno del mandamento IX di Iseo a sua volta appartenente al Circondario I della provincia di Brescia. A seguito del R.D. 18 ottobre 1927, n. 2017, la municipalità fu soppressa e il territorio fu aggregato al vicino comune di Sale Marasino. Nel 1947 essa fu ricostituita con decreto legislativo del capo provvisorio dello stato 610/1947.
A Sulzano nella prima metà del '900 soggiornavano tutte le estati i tre fratelli Craven, figli di Lord Walter Arthur Keppel Craven, imparentato con la famiglia reale d'Inghilterra, e della contessa bresciana Elisa Oldofredi, figlia del Conte Ercole Oldofredi Tadini il cui cognome è indissolubilmente legato al territorio del lago D'Iseo. 
I tre fratelli arrivavano tutti gli anni da Villa Craven di Seyssel d'Aix di Varese a giugno e ripartivano in settembre. Soggiornavano in via Cadorna dove tutte le ville affacciate sul lago, a partire dalla Cappella privata di Santa Elisabetta - dove i tre fratelli sono seppelliti - fino a piazza 28 Maggio, erano di loro proprietà. Il terreno dove sorge il Municipio fu donato dai fratelli Craven al Comune di Sulzano. Decine di sulzanesi si sono trasferiti nella prima metà del 900 a lavorare dai Craven nella tenuta di Varese e alcuni dei loro discendenti si trovano ancora lì.
Lord Louis Craven era appassionatissimo di nautica e costruiva a Varese meravigliosi prototipi di motoscafi e barche a vela che collaudava poi a Sulzano.

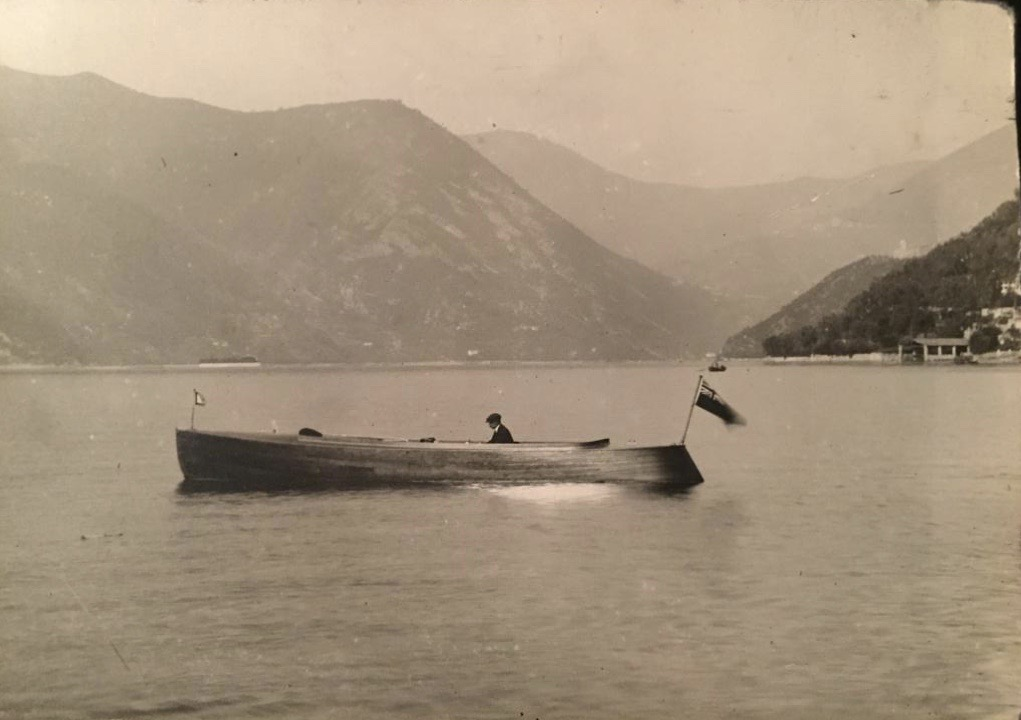
Prototipo progettato e costruito intorno al 1930 da Lord Craven a Villa Craven a Varese e usato a Sulzano

La barca a vela Gigamone è tuttora custodita nel cantiere nautico Fratelli Archetti a Montisola.

### Simboli
Lo stemma e il gonfalone sono stati concessi con decreto del presidente della Repubblica del D.P.R. dell'8 novembre 1991.
nel secondo, di azzurro, ai tre salmerini d'oro, posti uno, due. Ornamenti esteriori da Comune.»
Nella prima partizione la lettera S è iniziale del nome Sulzano; i tre 
salmerini di lago rappresentano la posizione lacustre 
del comune e la sua tradizionale attività di pesca.
Il gonfalone è costituito da un drappo partito di giallo e di verde.

## Monumenti e luoghi d'interesse

### Architetture religiose
- La chiesa parrocchiale di San Giorgio sorge nel cuore dell'abitato di Sulzano e fu costruita su progetto dell'architetto Antonio Turbini a partire dal 1726. La facciata barocca su due ordini è articolata da lesene e conclusa alla sommità da un frontone con oculo centrale decorato; la parte superiore è dotata di due nicchie con le statue di San Giorgio e San Giuseppe. All'interno la chiesa è a navata unica e le decorazioni ad affresco con santi e allegorie sono opera di una bottega di pittori itineranti lombardi. L'organo fu costruito nel 1840-1845 da Angelo e Aurelio Bossi mentre l'altare maggiore, in marmi policromi, è attribuito al bresciano Domenico Carboni. Infine, sulla controfacciata, è collocata la Vergine con il Bambino, santi e anime purganti di Domenico Voltolini.
- Il santuario di Santa Maria del Giogo è posizionato a 968 m d'altezza, sull'antica via di transito che collegava il Sebino alla Val Trompia e a Brescia. La presenza in questo luogo di un edificio religioso è documentata già nel 1367 quando la chiesetta risulta tra le dipendenze del monastero bresciano di Sant'Eufemia. La costruzione, essenziale nelle linee architettoniche, è ad aula unica con tetto a doppio spiovente, portale d’ingresso con oculo circolare sovrastante e portico con copertura a vela utilizzato come riparo dai viandanti. Il campanile fu restaurato nel 1842 dopo che fu colpito da un fulmine. La navata, divisa in tre campate, presenta una scansione di archi a sesto acuto poggianti su contrafforti che sorreggono il tetto a travature lignee rifatto nel 1976. Sulle pareti della navata si trovano lacerti di affreschi, recentemente restaurati, databili tra la fine del Trecento e gli inizi del Cinquecento; sono l’espressione di una devozione popolare dalle caratteristiche tipologiche e stilistiche di ex voto con immagini della Vergine in trono con il Bambino e ai lati i santi venerati dal popolo. Dal santuario si può godere di una vista mozzafiato sia sul lago d'Iseo che sulla Val Trompia.
- Tra le case del borgo di Tassano sorge la chiesa dei Santi Faustino e Giovita, detta anche della Madonna. L’edificio, costruito a partire dal XV secolo, è posto sulla via Valeriana e mostra il fronte rivolto verso il lago con un semplice portale e una finestra tonda. Sul lato nord, a ridosso dell'ingresso laterale, vi è un piccolo porticato. L’interno irregolare a una navata è composto da due campate corte separate da un arco ad ogiva che regge la travatura a vista. L’altare, realizzato in marmi nero venati, presenta un paliotto settecentesco con due singolari angeli telamoni in marmo bianco. Gli affreschi, risalenti al XV e al XVI secolo, mostrano diversi livelli qualitativi e le iscrizioni con i nomi degli offerenti e le date di esecuzione testimoniano la loro funzione di ex voto.

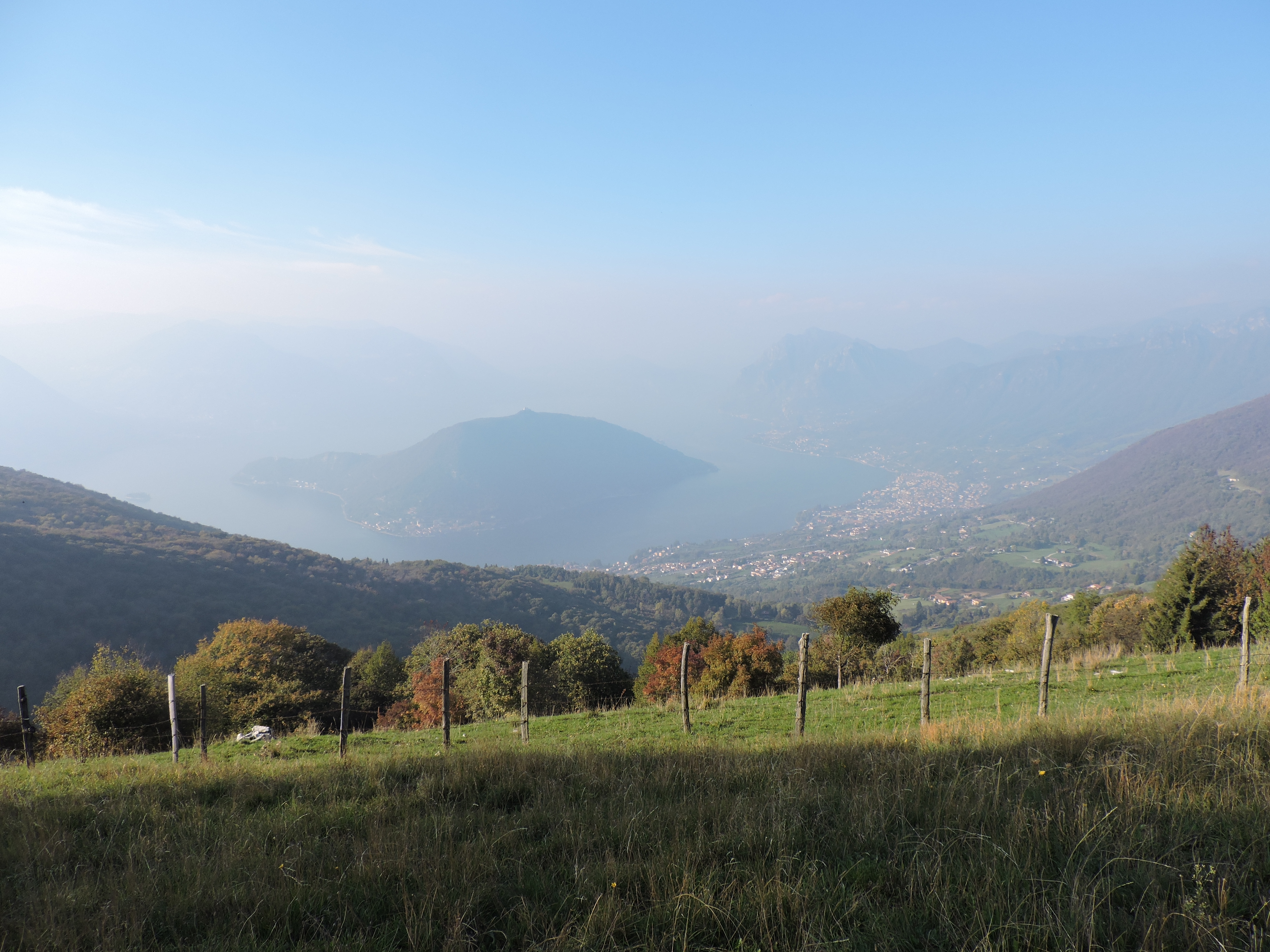
Località I Colmi - Vista Panoramica dal sentiero 3V

- La chiesa di San Fermo, chiesa in origine dedicata ai santi Ippolito e Cassiano, si trova su un dosso a mezza costa che domina il lago, in località Gazzane. Il luogo, oggi isolato, era in passato un punto strategico in quanto posizionato nei pressi della via Valeriana. La data di fondazione non è certa, ma già nel 1180 doveva esistere una piccola chiesa adibita a riparo per i viandanti. All'interno si possono ammirare tavelle dipinte con motivi che alternano colombe con ramoscello d’olivo a decorazioni simili a nuvole; dietro al marmoreo altare maggiore, si trova una nicchia dove è conservata una statua lignea di san Fermo con spada, corazza militare ed elmo a terra. La scultura dovrebbe essere un’opera del pieno ‘800 di gusto neogotico, forse commissionata proprio nei decenni in cui il culto di san Fermo si stava imponendo.

### Architetture civili
- Via Cadorna, già detta via Punta, cuore dell'antico abitato a lago. Partendo dal lido comunale, si raggiunge Piazza 28 maggio in prossimità dell'imbarcadero e si prosegue in direzione del porto vecchio. Una via in cui si percepisce il fascino e l'atmosfera di un tempo. Proprio al centro di via Cadorna, nel giugno 2016, vi era l'accesso alla passerella galleggiante The Floating Piers. Oggi una panchina - "social bench" ne ricorda il punto di partenza.
- Ville e dimore storiche; Ammirando l’abitato di Sulzano dall'acqua, è facile rendersi conto delle numerose ville signorili che si affacciano sulle sue sponde. Questi edifici per la villeggiatura, circondati da rigogliosi giardini con piante ad alto fusto e dotati di darsena, furono costruiti per la maggior parte a cavallo tra XIX e XX secolo. Le architetture in questione non ostentano ricchezza, bensì un gusto ricercato, elegante ma soprattutto conforme alle esigenze di tranquillità e intimità, caratteristiche che un luogo votato al riposo e alla vacanza doveva avere.
- La piazza del municipio prende il nome dal poeta Teofilo Folengo, nel 1538 priore della chiesetta di Santa Maria del Giogo. Oggi Sulzano ospita da anni lo scultore Armando Riva, creatore di originali sculture in bronzo. La teoria molto interessante di Sandro Albini ipotizza che le montagne di Sulzano, Sale Marasino e Marone abbiano ispirato lo sfondo della Gioconda di Leonardo da Vinci.[senza fonte]

### Aree naturali
- Cascata del Petoi; salendo dal centro del paese verso l'abitato di Tassano e Martignago, piccolo e suggestivo angolo con una cascata di 15 metri. In inverno completamente ghiacciata, offre uno scenario fiabesco, quasi surreale. Dalla cascata è possibile imboccare il sentiero F. Colombi per raggiungere la chiesetta di San Fermo prima e la parte collinare di Nistisino.

### Trekking e passeggiate
Sulzano si estende dal lago sino ai monti, permettendo diverse attività ed escursioni. Partendo dal Piazzale della stazione ferroviaria si snodano due itinerari: "Verde" alla scoperta del paese e per imboccare la Via Valeriana; "Rosso", il quale alzandosi di quota conduce verso Nistisino, Santa Maria del Giogo e si riallaccia ai principali sentieri CAI, come il sentiero "Silvano Cinelli" 3V.

#### Via Valeriana
Sulzano è solo uno dei borghi attraversati dal percorso dell'antica Via Valeriana, strada tracciata in epoca romana che fu per secoli collegamento tra la Valle Camonica e la città di Brescia. Oggi, grazie ad un attento lavoro di recupero da parte della Comunità Montana del Sebino Bresciano, è possibile ripercorrere il tratto tra Pilzone d'Iseo e Pisogne lungo le stesse rotte di merci, persone e pastori che guidavano gli armenti durante la transumanza. L'itinerario di circa 24,3 km ha una durata complessiva di circa 9 ore; è una passeggiata a tratti molto semplice,ideale per famiglie e per chi vuole vivere un'esperienza unica, godendo di un panorama mozzafiato. Il percorso è segnato con VV color giallo e marrone.

#### Sentiero degli elfi
Percorso ad anello di 9 km che prende il via dall'abitato di Nistisino, in posizione panoramica sul lago. Imboccato il sentiero partigiano n. 6, proseguire lungo la mulattiera fino ad addentrarsi nel bosco. Raggiunto il santuario Santa Maria del Giogo proseguire alle spalle della chiesetta lungo il sentiero CAI 255 fino a ritornare a Nistisino.

#### Sentiero “Brigata Giustizia e Libertà Barnaba”
Il sentiero intitolato a questa brigata copre la zona nella quale essa si costituì ed esercitò la sua azione. La maggioranza degli uomini che entrarono a farne parte era del resto gente del posto che, mobilitatasi già l'8 settembre 1943, partecipò, il 9 novembre dello stesso anno, alla battaglia di Croce di Marone, la prima della Resistenza in terra bresciana.

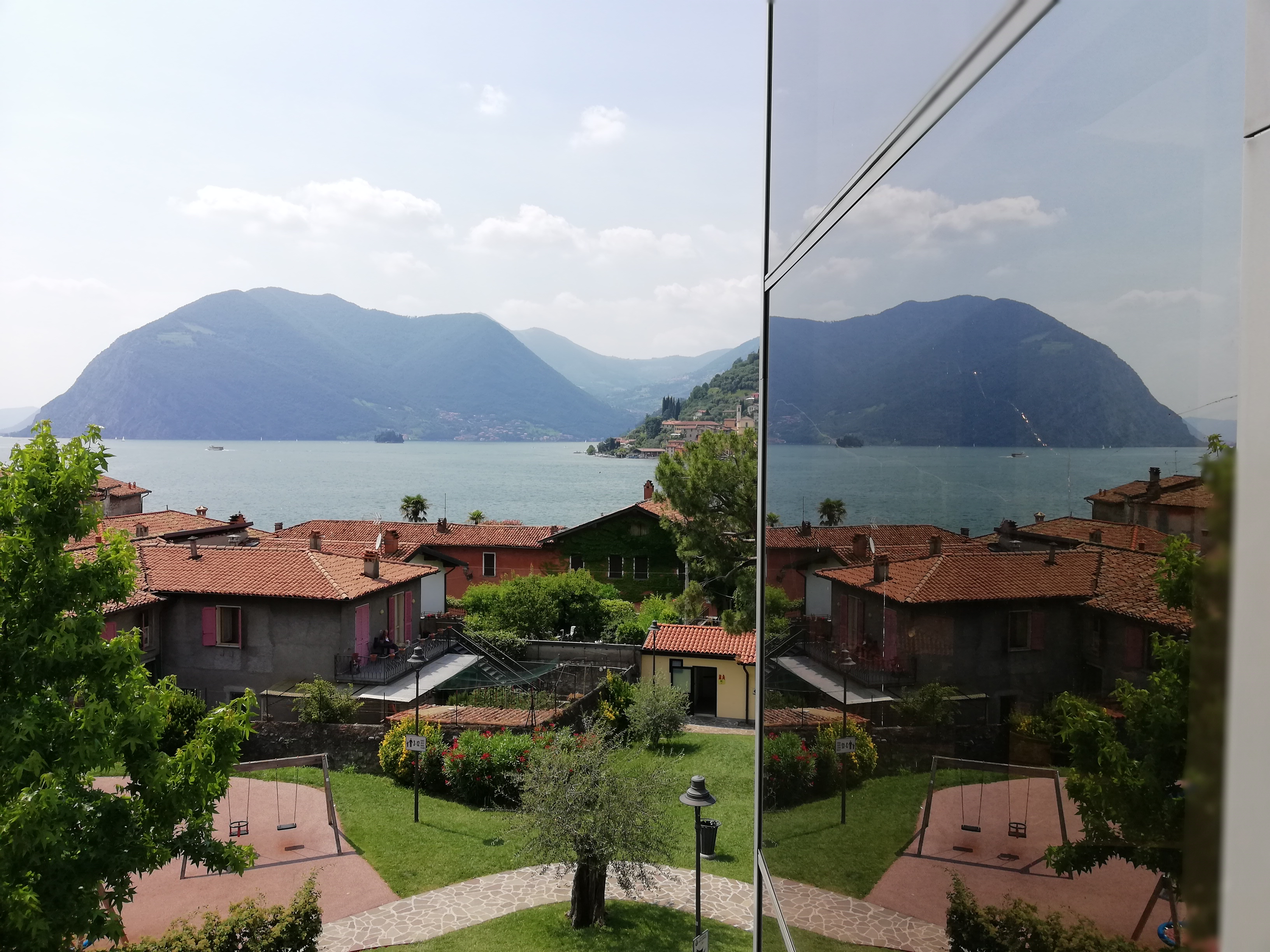
Panorama dal municipio di Sulzano in centro al borgo

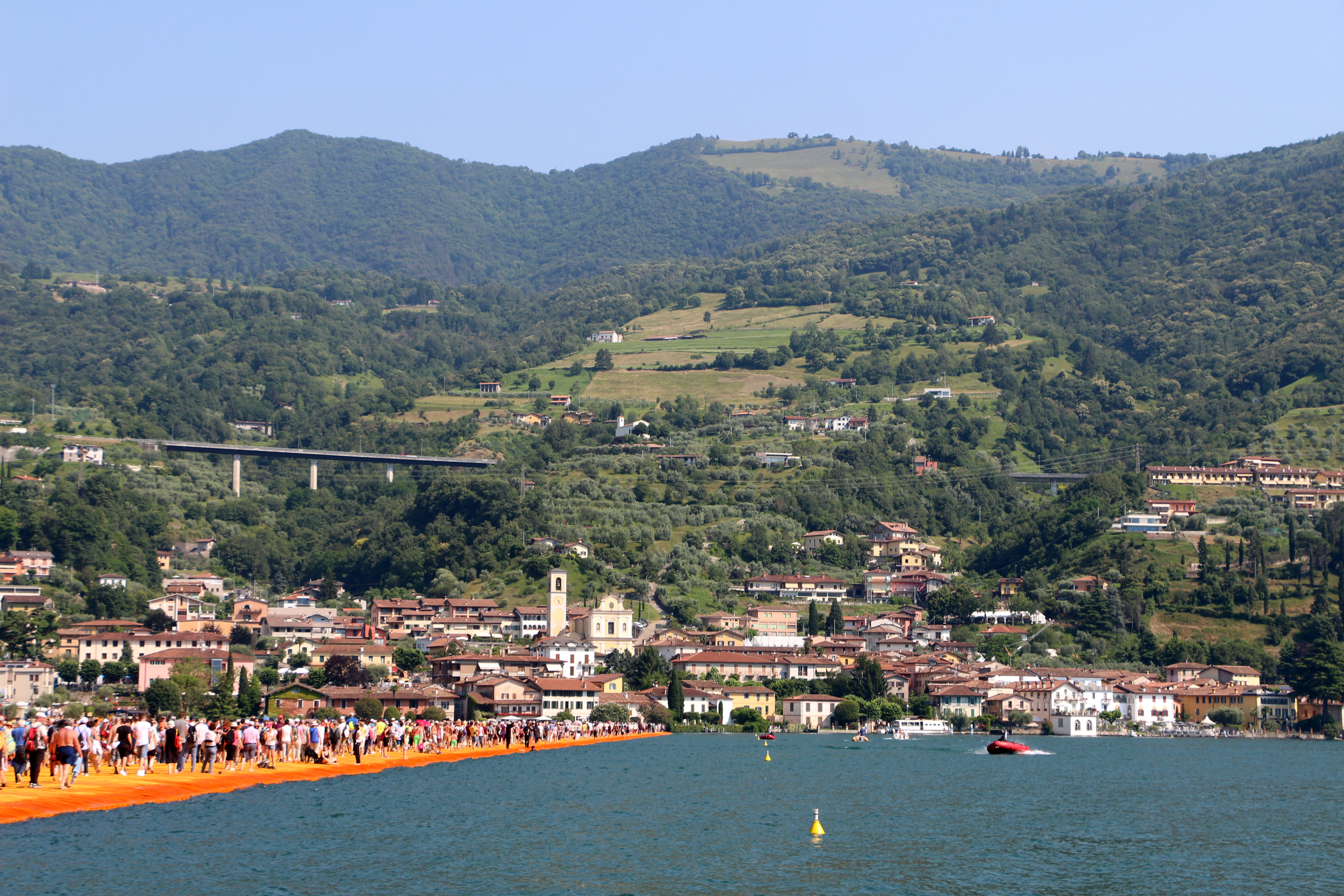
Sulzano durante l'evento "The Floating Piers"

Lungo circa 31 km, il percorso non troppo impegnativo si svolge in un continuo belvedere sul Lago d'Iseo. 

## Società

### Evoluzione demografica
Abitanti censiti

## Amministrazione
| Periodo | Periodo   | Primo cittadino | Partito                                            | Carica  | Note   |
| ------- | --------- | --------------- | -------------------------------------------------- | ------- | ------ |
| 1999    | 2004      | Ribola Giuseppe | Lista civica                                       | Sindaco | [ 16 ] |
| 2004    | 2009      | Ribola Giuseppe | lista civica                                       | Sindaco | [ 17 ] |
| 2009    | 2014      | Maffeis Carlo   | lista Insieme per rinnovare Sulzano (lista civica) | Sindaco | [ 18 ] |
| 2014    | 2019      | Pezzotti Paola  | lista Vivi Sulzano (lista civica)                  | Sindaco |        |
| 2019    | in carica | Pezzotti Paola  | lista Vivi Sulzano (lista civica)                  | Sindaco |        |